# Canotaj la Jocurile Olimpice de vară din 2024
Probele sportive de canotaj la Jocurile Olimpice de vară din 2024 s-au desfășurat în perioada 27 iulie–3 august 2024 la Stadionul Nautic Olimpic Național din Paris, Franța. Probele includ două tipuri de bărci (ușoare și grele), și două tipuri de canotaj: prin „măturare”, unde sportivii folosesc o singură vâslă, și prin „vâslire”, unde sportivii folosesc două vâsle.

## Medaliați

### Masculin
| Probă                                | Aur | Argint | Bronz |
| Simplu vâsle detalii                 | Oliver Zeidler · Germania (GER) | Yauheni Zalaty (AIN) | Simon van Dorp · Olanda (NED) |
| Dublu vâsle detalii                  | România · Andrei Cornea · Marian Enache | Olanda · Melvin Twellaar · Stef Broenink | Irlanda · Daire Lynch · Philip Doyle |
| Patru vâsle detalii                  | Olanda · Lennart van Lierop · Finn Florijn · Tone Wieten · Koen Metsemakers                                                                                    | Italia · Luca Chiumento · Luca Rambaldi · Giacomo Gentili · Andrea Panizza                                                                                        | Polonia · Fabian Barański · Mateusz Biskup · Dominik Czaja · Mirosław Ziętarski |
| Dublu rame detalii                   | Croația · Martin Sinković · Valent Sinković | Marea Britanie · Oliver Wynne-Griffith · Thomas George | Elveția · Roman Röösli · Andrin Gulich |
| Patru rame fără cârmaci detalii      | Statele Unite ale Americii · Nick Mead · Justin Best · Michael Grady · Liam Corrigan                                                                           | Noua Zeelandă · Oliver Maclean · Logan Ullrich · Tom Murray · Matt Macdonald                                                                                      | Marea Britanie · Oliver Wilkes · David Ambler · Matt Aldridge · Freddie Davidson |
| Opt rame cu cârmaci detalii          | Marea Britanie · Morgan Bolding · Sholto Carnegie · Rory Gibbs · Thomas Ford · Jacob Dawson · Charles Elwes · Thomas Digby · James Rudkin · Harry Brightmore c | Olanda · Ralf Rienks · Olav Molenaar · Sander de Graaf · Ruben Knab · Gertjan van Doorn · Jacob van de Kerkhof · Jan van der Bij · Mick Makker · Dieuwke Fetter c | Statele Unite ale Americii · Henry Hollingsworth · Nicholas Rusher · Christian Tabash · Clark Dean · Christopher Carlson · Peter Chatain · Evan Olson · Pieter Quinton · Rielly Milne c |
| Dublu vâsle categoria ușoară detalii | Irlanda · Fintan McCarthy · Paul O'Donovan | Italia · Stefano Oppo · Gabriel Soares | Grecia · Petros Gkaidatzis · Antonios Papakonstantinou |

### Feminin
| Probă                                | Aur | Argint | Bronz |
| Simplu vâsle detalii                 | Karolien Florijn · Olanda (NED) | Emma Twigg · Noua Zeelandă (NZL) | Viktorija Senkutė · Lituania (LTU) |
| Dublu vâsle detalii                  | Noua Zeelandă · Brooke Francis · Lucy Spoors | România · Ancuța Bodnar · Simona Radiș | Marea Britanie · Mathilda Hodgkins-Byrne · Becky Wilde |
| Patru vâsle detalii                  | Marea Britanie · Lauren Henry · Hannah Scott · Lola Anderson · Georgina Brayshaw                                                                                   | Olanda · Laila Youssifou · Bente Paulis · Roos de Jong · Tessa Dullemans | Germania · Maren Völz · Tabea Schendekehl · Leonie Menzel · Pia Greiten                                                                                          |
| Dublu rame detalii                   | Olanda · Ymkje Clevering · Veronique Meester | România · Ioana Vrînceanu · Roxana Anghel | Australia · Jessica Morrison · Annabelle McIntyre |
| Patru rame fără cârmaci detalii      | Olanda · Marloes Oldenburg · Hermijntje Drenth · Tinka Offereins · Benthe Boonstra                                                                                 | Marea Britanie · Helen Glover · Esme Booth · Samantha Redgrave · Rebecca Shorten                                                                                            | Noua Zeelandă · Jackie Gowler · Phoebe Spoors · Davina Waddy · Kerri Williams                                                                                    |
| Opt rame cu cârmaci detalii          | România · Maria-Magdalena Rusu · Roxana Anghel · Ancuța Bodnar · Maria Lehaci · Adriana Adam · Amalia Bereș · Ioana Vrînceanu · Simona Radiș · Victoria Petreanu c | Canada · Abigail Dent · Caileigh Filmer · Kasia Gruchalla-Wesierski · Maya Meschkuleit · Sydney Payne · Jessica Sevick · Kristina Walker · Avalon Wasteneys · Kristen Kit c | Marea Britanie · Annie Campbell-Orde · Holly Dunford · Emily Ford · Lauren Irwin · Heidi Long · Rowan McKellar · Eve Stewart · Harriet Taylor · Henry Fieldman c |
| Dublu vâsle categoria ușoară detalii | Marea Britanie · Emily Craig · Imogen Grant | România · Ionela Cozmiuc · Gianina van Groningen | Grecia · Dimitra Kontou · Zoi Fitsiou |

## Clasament pe medalii
| Loc   | Țară           | Aur | Argint | Bronz | Total |
| ----- | -------------- | --- | ------ | ----- | ----- |
| 1     | Olanda         | 4   | 3      | 1     | 8     |
| 2     | Marea Britanie | 3   | 2      | 3     | 8     |
| 3     | România        | 2   | 3      | 0     | 5     |
| 4     | Noua Zeelandă  | 1   | 2      | 1     | 4     |
| 5     | Germania       | 1   | 0      | 1     | 2     |
| 5     | Irlanda        | 1   | 0      | 1     | 2     |
| 5     | Irlanda        | 1   | 0      | 1     | 2     |
| 8     | Croația        | 1   | 0      | 0     | 1     |
| 9     | Italia         | 0   | 2      | 0     | 2     |
| 10    | Canada         | 0   | 1      | 0     | 1     |
| 11    | Grecia         | 0   | 0      | 2     | 2     |
| 12    | Australia      | 0   | 0      | 1     | 1     |
| 12    | Elveția        | 0   | 0      | 1     | 1     |
| 12    | Lituania       | 0   | 0      | 1     | 1     |
| 12    | Polonia        | 0   | 0      | 1     | 1     |
| Total | Total          | 14  | 14     | 14    | 42    |